# Fourth
Fourth är ett musikalbum av Soft Machine som utgavs 1971 på skivbolaget Columbia Records. Albumet blev det sista där trumslagaren Robert Wyatt medverkade, han hade redan 1970 gett ut sitt första soloalbum The End of an Ear. Det var deras första album som var helt instrumentalt. Det har en ljudbild med jazzrock som de påbörjat med den förra skivan Third. Förutom de ordinarie gruppmedlemmarna Hugh Hopper, Mike Ratledge, Wyatt och Elton Dean medverkar även flera sidomusiker på albumet. En av dessa var Roy Babbington som bara en tid senare skulle bli permanent basist i gruppen.

## Låtlista
1. "Teeth" (Mike Ratledge) – 9:15
2. "Kings and Queens" – 5:02
3. "Fletcher's Blemish" (Elton Dean) – 4:35
4. "Virtually Part 1" – 5:16
5. "Virtually Part 2" – 7:09
6. "Virtually Part 3" – 4:33
7. "Virtually Part 4" – 3:23